# Juan Luis Mora
Juan Luis Mora Palacios (Aranjuez, Comunidad de Madrid, España, 12 de julio de 1973), conocido como Mora es un exfutbolista español que ocupó la posición de portero.

## Trayectoria
Se formó en las categorías inferiores del C: sitio de Aranjuez, seguidamente pasó por el Real Aranjuez CF, aunque su debut en la máxima categoría se produjo de la mano del Real Oviedo.
En el club asturiano alcanzó la titularidad en su segunda temporada, jugando tres temporadas a un gran nivel. Sin embargo, la eclosión de Esteban le relegó a la suplencia durante dos años.
Vista su situación, se marchó al RCD Espanyol, donde a una temporada dubitativa le siguieron otras dos muy fructíferas, logrando la Copa del Rey del año 2000.
Tras un periplo de tres años en el club catalán se marchó al Xerez CD de segunda, donde estuvo a punto de ascender en parte gracias a sus destacadas actuaciones.
Del club andaluz pasó al Levante, también en segunda. En el club valenciano sí logró el ansiado ascenso, siendo una de las piezas fundamentales.
La temporada siguiente, ya en primera división, volvió a ser uno de los jugadores más destacados, si bien no logró evitar el descenso. Pese a eso el Valencia CF se fijó en él, tras la salida del club de Andrés Palop, como suplente de Santiago Cañizares, si bien a lo largo de la temporada fue adelantado por el joven Ludovic Butelle en las preferencias del entrenador, Quique Sánchez Flores. Al finalizar la temporada 2007-2008 expira su contrato, no se le renueva y es fichado de nuevo por el Levante para intentar volver a la primera división.
El guardameta cuelga las botas a la edad de 37 años. Las complicaciones derivadas de la negociación para su rescisión de contrato con el Levante UD obligaron a la búsqueda de una alternativa: se incorpora a la Secretaría Técnica del club valenciano por dos temporadas.

## Clubes
| Club             | País   | Año       | Partidos | Goles |
| ---------------- | ------ | --------- | -------- | ----- |
| Real Aranjuez CF | España | 1992-1993 | ¿?       | ¿?    |
| Real Oviedo "B"  | España | 1993-1994 | 21       | ¿?    |
| Real Oviedo      | España | 1993-1999 | 132      | 175   |
| RCD Espanyol     | España | 1999-2002 | 83       | 93    |
| Xerez CD         | España | 2002-2003 | 41       | 51    |
| Levante UD       | España | 2003-2005 | 78       | 128   |
| Valencia CF      | España | 2005-2008 | 5        | 11    |
| Levante U. D.    | España | 2008-2010 | 13       | 17    |

### Selección nacional
Ha sido internacional sub-21, logrando el europeo de 1998. También formó parte de la selección que participó en la Olimpiada de Atlanta 1996.

### Participaciones en Juegos Olímpicos
| Juegos                           | Sede    | Resultado        |
| -------------------------------- | ------- | ---------------- |
| Juegos Olímpicos de Atlanta 1996 | Atlanta | Cuartos de final |

### Participaciones en Eurocopas
| Eurocopa                | Sede    | Resultado |
| ----------------------- | ------- | --------- |
| Eurocopa sub-21 de 1998 | Rumania | Campeón   |

## Palmarés

### Campeonatos nacionales
| Título           | Club         | País   | Año  |
| ---------------- | ------------ | ------ | ---- |
| Copa del Rey     | RCD Espanyol | España | 2000 |
| Segunda División | Levante UD   | España | 2004 |
| Copa del Rey     | Valencia CF  | España | 2008 |